# Jean de Haze
 (décembre 2023).
Si vous disposez d'ouvrages ou d'articles de référence ou si vous connaissez des sites web de qualité traitant du thème abordé ici, merci de compléter l'article en donnant les références utiles à sa vérifiabilité et en les liant à la section « Notes et références ».
Jean de Haze (*1440? à Lille, † après 1472? à Bruxelles), ou Le Hase, est un tapissier et marchand brabançon originaire de Flandre.